# Castlemania
Castlemania — одиннадцатый студийный альбом американской рок-группы Osees из Сан-Франциско. Он был выпущен 10 мая 2011 года лейблом In The Red Records. Это пятый альбом, выпущенный под названием «Thee Oh Sees», после того как группа ранее была известна как «OCS», «The Ohsees» и «The Oh Sees». Это был первый из двух студийных альбомов, записанных группой в 2011 году, второй — Carrion Crawler/The Dream, выпущенный в ноябре. Альбом был записан в минимальном составе: Джон Дуайер и Бриджит Доусон, а также несколько приглашённых музыкантов.

## История
Как и предыдущий альбом группы Dog Poison, а также более поздний альбом Putrifiers II, этот альбом был создан в основном фронтменом Джоном Дуайером. Бриджит Доусон была единственным другим основным участником группы, который принял участие в записи альбома. В примечаниях к альбому (очевидно, написанных Дуайером) говорится, что это «последний альбом, над которым работали на 608 c haight street в Сан-Франциско (очень близком и дорогом моему сердцу месте, с которым связано много воспоминаний), прежде чем контроль перешёл к богатым придуркам. Наслаждайтесь». Участница группы Бриджит Доусон объяснила, что Castlemania — это на самом деле набор домашних записей Джона, которые он затем отнёс в студию и тщательно скомпоновал. Он потратил на это некоторое время". Когда его спросили о теме смерти в альбоме, Доусон предположила, что недавняя смерть некоторых близких друзей могла повлиять на творчество Дуайера. Дуайер описал материал альбома как «песни о плохих вещах, упакованные в летний альбом о том, как с возрастом ты становишься безразличным к жизни и её маленьким удовольствиям, принимая их как должное».

## Обложка
Оформление, как и у некоторых других альбомов Thee Oh Sees, было создано Уильямом Кейном, другом группы. На обложке альбома красуется игрушка Chatter Telephone от фирмы детских игрушек Fisher-Price, игрушка на веревочке, которая была выпущена в 1962 году и производится до сих пор.
Виниловая версия этого альбома была выпущена лейблом In The Red Records и отпечатана на двух 12-дюймовых пластинках со скоростью 45 оборотов в минуту. Стороны A и B были отпечатаны на золотисто-желтом виниле, а стороны C и D — на традиционном черном виниле. Сторона D не содержит музыки, а вместо этого на ней изображен букет цветов. Фраза «We’re Dead As I’ve Already Said» (текст из третьей песни альбома «Stinking Cloud») также выгравирована по внешнему краю. Дизайн стороны D также представлен на обложке CD-версии альбома. Названия трех песен на виниловой версии немного изменены по сравнению с цифровым и CD-трек-листингом. В виниловом трек-листинге треки 5, 6 и 8 изменены на «Pleasure Blimp», «A Wall, A Century» и «Whipping Continues» соответственно.
В 2011 году Burger Records выпустила серию кассет Thee Oh Sees, на каждой из которых было по два полноформатных альбома. Castlemania был объединен с Carrion Crawler/The Dream, который был выпущен позже в 2011 году.

## Отзывы
| Оценки критиков | Оценки критиков |
| Источник        | Оценка          |
| --------------- | --------------- |
| Allmusic        | [ 6 ]           |
| The A.V. Club   | (B+)            |
| One Thirty BPM  | (74%)           |
| Paste           | (7.9/10)        |
| Pitchfork       | (7.6/10)        |
| Tiny Mix Tapes  | [ 11 ]          |
| SPIN            | (7/10)          |

Альбом получил положительные отзывы от музыкальных критиков.
Марк Деминг написал в AllMusic, что «Одной из отличительных черт творчества Thee Oh Sees является то, что все их записи звучат так, будто были созданы под воздействием различных галлюциногенов, поэтому сказать, что седьмой альбом группы, Castlemania, звучит довольно психоделично, для слушателей не будет ничем новым. Однако, в то время как средний альбом Oh Sees представляет собой тяжёлое упражнение в психоделической мрачности, Castlemania звучит удивительно легко и попсово, по крайней мере, по меркам этой группы. Такие композиции, как „Pleasure Blimps“, „I Need a Seed“ и „Spider Cider“, напоминают классические поп-мелодии середины 60-х годов своей слегка искажённой мелодичностью, по крайней мере до того момента, как Джон Дуайер и его коллеги по группе начинают накладывать на них слои атональных соло и мелотронных фигур. Даже более полноценные психоделические композиции, такие как „Stinking Cloud“, „A Wall, A Century 2“ и заглавная композиция, более доступны, чем большинство предыдущих работ Thee Oh Sees, хотя бы потому, что большинство из них замечательно лаконичны, и только пять из этих 16 песен длится более трёх минут. В примечаниях к альбому Дуайер упоминает, что этот альбом был последним, записанным в старом рабочем помещении группы, которое он описывает как „очень близкое и дорогое моему сердцу“, и Castlemania действительно звучит как результат нескольких счастливых и продуктивных дней в жизни этой группы; этот альбом звучит менее зловеще и более игриво, чем большая часть их предыдущих работ, и хотя для тех, кто не разделяет их эксцентричные взгляды, он по-прежнему может показаться хаотичным и отталкивающим, он является более лёгким входом в любопытный музыкальный мир Thee Oh Sees, чем любой из их предыдущих альбомов».

## Список композиций
Все песни написаны Джоном Дуайером, за исключением тех, где указано иное.
| №   | Название                                                         | Длительность |
| --- | ---------------------------------------------------------------- | ------------ |
| 1.  | «I Need Seed»                                                    | 2:55         |
| 2.  | «Corprophagist (A Bath Perhaps)»                                 | 2:13         |
| 3.  | «Stinking Cloud»                                                 | 3:11         |
| 4.  | «Corrupted Coffin»                                               | 2:08         |
| 5.  | «Pleasure Blimps»                                                | 2:42         |
| 6.  | «A Wall, A Century 2»                                            | 2:42         |
| 7.  | «Spider Cider»                                                   | 0:58         |
| 8.  | «The Whipping Continues»                                         | 2:27         |
| 9.  | «Blood on the Deck»                                              | 2:18         |
| 10. | «Castlemania»                                                    | 2:31         |
| 11. | «AA Warm Breeze»                                                 | 3:03         |
| 12. | «Idea for Rubber Dog»                                            | 1:28         |
| 13. | «The Horse Was Lost»                                             | 3:52         |
| 14. | «I Won't Hurt You» (Shaun Harris, Michael Lloyd, Bob Markley)    | 2:32         |
| 15. | «If I Stay Too Long» (Bob Garner, Eddie Phillips, Bruce Rawling) | 3:34         |
| 16. | «What Are We Craving?» (Norma Tanega)                            | 3:22         |